# Abergairn Castle
Abergairn Castle ist eine Burgruine etwa 1,6 km nördlich von Ballater in der schottischen Council Area Aberdeenshire. Sie steht oben auf einem einzelnen Kame, nordöstlich des Eingangs zum Glen Gairn.

## Geschichte
Die Burg gehörte den Farquharsons. Sie wurde 1614 errichtet, möglicherweise als Jagdschloss.

## Architektur
Abergairn Castle war ein Wohnturm, von dem heute wenig mehr als der Keller erhalten ist. Der Turm war klein, möglicherweise drei oder vier Stockwerke hoch und hatte einen Dachboden.
Vom Hauptturm sind nur Mauern bis zu einer Höhe von 1,2 Meter erhalten; ein Rundturm nordwestlich davon erreicht heute noch 3 Meter Höhe.